# Westfield (Massachusetts)
Westfield ist eine Stadt (City) im Hampden County des Bundesstaats Massachusetts in den Vereinigten Staaten. Das U.S. Census Bureau hat bei der Volkszählung 2020 eine Einwohnerzahl von 40.834 ermittelt.

## Geschichte
Westfield war bereits 1675/1676 Schauplatz im King Philip’s War, einem Aufstand unter anderem der hier zuvor heimischen Pocumtuc im südlichen Neuengland. 1938 tobte hier der Neuengland-Hurrikan.

## Verkehr
Der Ort etwa zehn Kilometer westlich von Springfield ist verkehrstechnisch durch die Massachusetts Turnpike, den Flughafen Barnes (IATA:BAF) sowie die Bahnstrecken Worcester–Albany, New Haven–Shelburne Junction und Westfield–Holyoke erschlossen.

## Landschaft
Der botanische Garten Stanley Park of Westfield und teilweise der Robinson State Park liegen auf dem Gemeindegebiet, das vom Westfield River durchflossen wird.

## Wirtschaft
Der Waffenschmied Savage Arms und die Pinsly Railroad Company haben hier ebenso ihren Sitz wie das Musikstudio Zing Studios, bei dem etwa die heimische Metalband Killswitch Engage ihr drittes Album aufnehmen ließ.

## Trivia
2022 erklärte die North American Vexillological Association die Flagge von Westfield zu einer der 25 vexillologisch schlechtesten der USA.

## Persönlichkeiten
- Edward Taylor (1641–1729), Dichter
- William Shepard (1737–1817), Offizier
- Moses Hayden (1786–1830), Politiker
- Gorham Parks (1794–1877), Politiker
- Mark Trafton (1810–1901), Politiker
- James Wakefield (1825–1910), Politiker
- Ferdinand Vandeveer Hayden (1829–1887), Geologe
- Frederick H. Gillett (1851–1935), Politiker
- George B. Cortelyou (1862–1940), Minister
- Joseph B. Ely (1881–1956), Gouverneur
- James H. Gray (1915–1986), Politiker und Medienunternehmer
- Anne Pitoniak (1922–2007), Schauspielerin
- Frederic Rzewski (1938–2021), Pianist
- Kacey Bellamy (* 1987), Eishockeyspielerin